# Соул

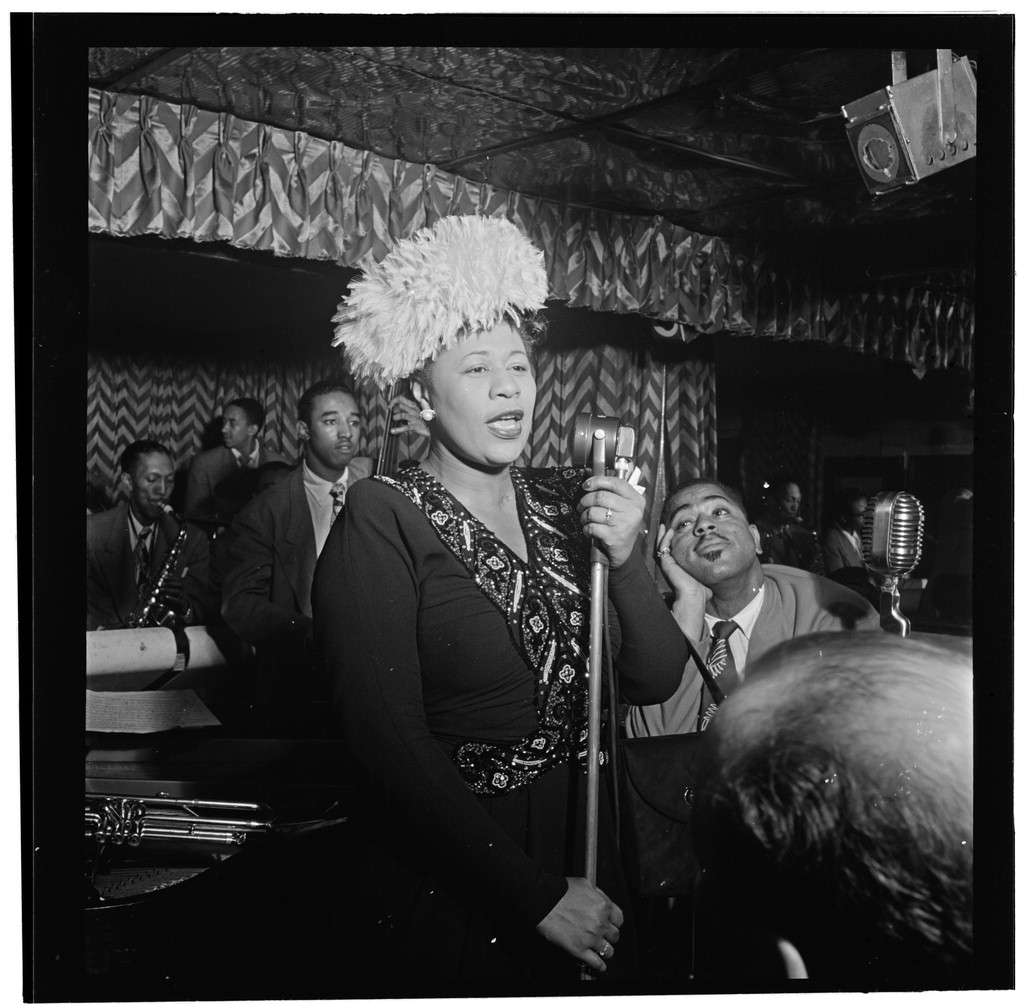
Элла Фицджеральд, на заднем плане видны также Рэй Браун и Диззи Гиллеспи

Со́ул (от английского soul — «душа») — жанр популярной музыки афро-американского происхождения, возникший в южных штатах США в 1950-е годы на основе ритм-н-блюза. Характерную эмоционально-прочувствованную, экстатическую, порой экзальтированную, «душевную» вокальную манеру соул-музыка восприняла из традиции духовных песнопений госпел и спиричуэлс, а также джазовой вокальной импровизации.

## История
Музыкальные критики считают самым ранним образчиком соула «I’ve Got a Woman» — песню, записанную 18 ноября 1954 года в Атланте Рэем Чарльзом. Другие важнейшие записи раннего соула — «Please Please Please» Джеймса Брауна (1957) и «Georgia on My Mind» Рэя Чарльза (1960).
В 1960-x годах соул становится наиболее популярным направлением афроамериканской музыки. К этому времени блюз и ритм-энд-блюз, будучи в значительной степени позаимствованными и адаптированными белокожими исполнителями рок-н-ролла и блюз-рока, воспринимались уже в качестве межрасовых жанров, а афроамериканцы стали идентифицировать себя через соул-музыку. Связано это было и с борьбой афроамериканцев за свои права: такие ключевые записи, как «A Change Is Gonna Come» имели как символически-библейское, так и актуально-политическое звучание. Самые яркие представители южного соула шестидесятых — Сэм Кук, Арета Франклин, Отис Реддинг и Джеймс Браун — были вовлечены в общественное движение, во главе которого стоял Мартин Лютер Кинг.
В 1960-е годы возникает несколько региональных «школ» соул-музыки, связанных со соответствующими фирмами грамзаписи. В южных штатах доминировал «мемфисский соул», сформировавшийся вокруг фирмы грамзаписи Stax/Volt Records (Отис Реддинг, Айзек Хейз, Уилсон Пикетт, Эл Грин, инструментальные соул-джазовые составы Booker T. & the MG's и The Mar-Keys). Южный соул отличала виртуозная игра инструменталистов, выраженный ритм и большая, чем в других стилях соул, связь с блюзом.
На севере США возникло коммерчески жизнеспособное направление соула в духе поп-музыки — «детройтский соул», известный также как «мотаун-саунд», по названию фирмы грамзаписи Motown (Смоки Робинсон, Дайана Росс и The Supremes, Стиви Уандер, Марвин Гэй, The Temptations, The Four Tops, Jackson 5). Звук с выраженным ритмом, представляющий собой сложную смесь R&B и поп-музыки, известен своим отточенным написанием песен с «искренним» вокалом и смягчёнными текстами. Основными идеологами кроссоверного звука «мотауна», рассчитанного не только на чернокожую, но и на белокожую аудиторию северных штатов США, были продюсеры и композиторы Берри Горди и Смоки Робинсон — президент и вице-президент этого выпускающего лейбла. «Мотаун рекордз» стало самым успешным в истории предприятием афроамериканского шоу-бизнеса, открыв дорогу к мейнстриму для многих чернокожих музыкантов, невзирая на повышенный расизм того периода.
Экспериментальный подход к соул-музыке середины 1960-х представляет продюсер Фил Спектор, изобретший революционную технику студийной записи, получившую название «стена звука». Спектор привлекал к участию в своих амбициозных проектах «соул-симфоний» не только чернокожих (Тина Тёрнер с песней «River Deep Mountain High»)), но и белокожих музыкантов (дуэт The Righteous Brothers с песней «You’ve Lost That Lovin’ Feelin’»).
В 1970-е годы соул отчасти уступает популярность другому направлению в ритм-энд-блюзе — фанку. Наиболее популярен в те годы был мягкий «филадельфийский соул» (выпускался на фирмах грамзаписи Philadelphia International Records и Philly Groove Records), который отличают усложнённые вокальные аранжировки и введение элементов фанка и диско (Барри Уайт, Харолд Мелвин).
Более классическое направление в ритм-энд-блюзе представляли талантливые вокалисты Эл Грин, Лу Роулз, Дайон Уорик, Роберта Флэк и Натали Коул, тогда как две главные звезды лейбла Motown — Стиви Уандер и Марвин Гэй — добились значительной творческой самостоятельности и выпустили в середине 1970-х ряд экспериментальных альбомов, которые смели все существовавшие прежде художественные и цензурные запреты и условности, открывая современный период в истории ритм-энд-блюза.

### «Голубоглазый» и «кареглазый» соул
Между тем, в течение 1970-х продолжалось распространение популярности соула, который, подобно блюзу, постепенно перестаёт быть музыкой только чернокожих. The Righteous Brothers открыли дорогу к соулу для множества белокожих исполнителей, в первую очередь, британских: Дасти Спрингфилд, Вана Моррисона, Джо Кокера, Роберта Палмера, в отдельных записях — Элтона Джона и Дэвида Боуи. В США исполняемый белокожими соул и фанк (в частности, британский) иронически именуют «голубоглазым соулом», а соул-музыку в исполнении певцов латиноамериканского происхождения — «кареглазым соул».

## Обновлённый соул
В 1980-е после широкого успеха Майкла Джексона и Принса, соул наряду с фанком становится одним из основных коммерческих стандартов так называемого «современного ритм-энд-блюза». Термин «современный ритм-энд-блюз», с уходом в прошлое эпохи диско, оказывается востребованным для обозначения современного фанка («ритм») и соула («блюз»), а также бесчисленных гибридов между ними. Связано это с тем, что в современных условиях сложно провести чёткую границу между быстрой («фанк») и медленной («соул») составляющими ритм-энд-блюза. Практически не существует исполнителей, которые специализируются исключительно на соуле или на фанке. В репертуаре ведущих исполнителей можно найти композиции в обоих стилях, а также те, которые иллюстрируют градации и синтез между ними.
Успешные соул-исполнители середины 1980-х — Лайонел Ричи и Уитни Хьюстон — прославились благодаря романтическим балладам, записанным настолько продуманно и безупречно, что это производит впечатление некоторой эмоциональной выхолощенности. Несмотря на сильный и задушевный вокал, в их записях происходит отказ от сырых, непосредственных переживаний, на которых была основана классическая школа соула, в пользу утонченной рафинированности. Майкл Джексон и Джордж Майкл делают ставку не столько на осовремененный соул, сколько на довольно агрессивную, коммерчески ориентированную разновидность фанка. Для обозначения всех этих коммерческих направлений ритм-энд-блюза в США был придуман весьма расплывчатый термин «urban contemporary», или просто «urban».

### Квайет-сторм
Начиная с первой половины 1980-х и заканчивая серединой 1990-х, основным направлением (мейнстримом) американской поп-музыки являлся так называемый «квайет-сторм» (англ. quiet storm, досл.: «тихий шторм») — ориентированная на самый широкий спектр радиоформатов коммерческая разновидность легкого, ненавязчивого ритм-энд-блюза. Название направления восходит к выпущенному в 1975 году альбому Смоуки Робинсона — одного из столпов лейбла Motown. Его пластинка «A Quiet Storm» впитала в себя важнейшие достижения предыдущих лет — расслабленный, неспешный темп и мягкие, плавные вокальные пассажи Эла Грина, общий романтически-эротический настрой «Let’s Get It On» Марвина Гея и характерную для школы филадельфийского соула технику инструментовки.
После названных выше Лайонела Ричи («Can’t Slow Down», 1984) и Уитни Хьюстон («Whitney Houston», 1986), традиции глянцевитого квайет-сторма в 1990-е годы продолжали Мэрайя Кэри, Тони Брэкстон, Лютер Вандросс, а также менее известные вокалисты, которые предпочитали работать с ультрамодным в те годы продюсером Бэйбифейсом. Необычайную популярность приобретают вокальные ритм-энд-блюзовые коллективы (например, «Boyz II Men»), частично унаследовавшие традиции ду-вуп-команд 1960-х. С 1996 года «quiet storm» входит в полосу кризиса и стремительно уступает популярность более динамичным течениям в ритм-энд-блюзе, вобравшим в себя элементы вошедшего в моду хип-хопа. К таковым относятся, в первую очередь, хип-хоп-соул и неосоул. С 2000-ных под Quiet Storm начинает подразумеваться slow jam r’n’b во главе с такими исполнителями как Ашер, Ар Келли, Mario и другие.

### Неосоул
В конце 1990-x годов, когда возродился интерес к классическому соулу, возникло ретроспективное направление «неосоул» (англ. neosoul) (Лорин Хилл, Эрика Баду, Алиша Киз, Джон Ледженд, Тевин Кэмпбл). Первопроходцем этого направления можно считать трио The Fugees, в творчестве которого наметилась реакция против приземлённой плоскости ритм-энд-блюза середины 1990-х (характерный пример — песня «Killing Me Softly With His Song» 1996 года). Помимо классического соула, нео-соул включает в себя элементы альтернативного хип-хопа, джаза и даже классической музыки (Алиша Киз).
Нео-соул остаётся сравнительно малопопулярным течением в рамках современного ритм-н-блюза. Более коммерчески ориентированное направление, которое представляют такие исполнители, как Ашер, Джастин Тимберлейк и Бейонсе, продолжает развиваться в русле хип-хоп-соула 1990-х.

## Ключевые записи классического соула
- Hit the Road Jack (Рэй Чарльз, 1961)
- Bring It On Home to Me (Сэм Кук, 1962)
- A Change Is Gonna Come (Сэм Кук, 1963)
- My Girl (The Temptations, 1964)
- I Put a Spell on You (Нина Симон, 1965)
- You’ve Lost That Lovin' Feelin' (The Righteous Brothers, 1965)
- It’s a Man’s, Man’s, Man’s World (Джеймс Браун, 1966)
- When a Man Loves a Woman (Перси Следж, 1966)
- River Deep — Mountain High (Тина Тёрнер, 1966)
- I Heard It Through the Grapevine (Марвин Гэй, 1967)
- I Never Loved a Man the Way I Love You (Арета Франклин, 1967)
- Respect (Арета Франклин, 1967)
- (Sittin' on) the Dock of the Bay (Отис Реддинг, 1968)
- Chain of Fools (Арета Франклин, 1968)
- My Cherie Amour (Стиви Уандер, 1969)
- The Tears of a Clown (Смоки Робинсон, 1970)
- War (Эдвин Старр, 1970)
- What’s Going On (Марвин Гэй, 1971)
- Tupelo Honey (Ван Моррисон, 1971)
- Ain’t No Sunshine (Билл Уизерс, 1971)
- The First Time Ever I Saw Your Face (Роберта Флэк, 1972)
- Love and Happiness (Эл Грин, 1972)
- Living for the City (Стиви Уандер, 1973).
- Let’s Get It On (Марвин Гэй, 1973).

## Фотогалерея

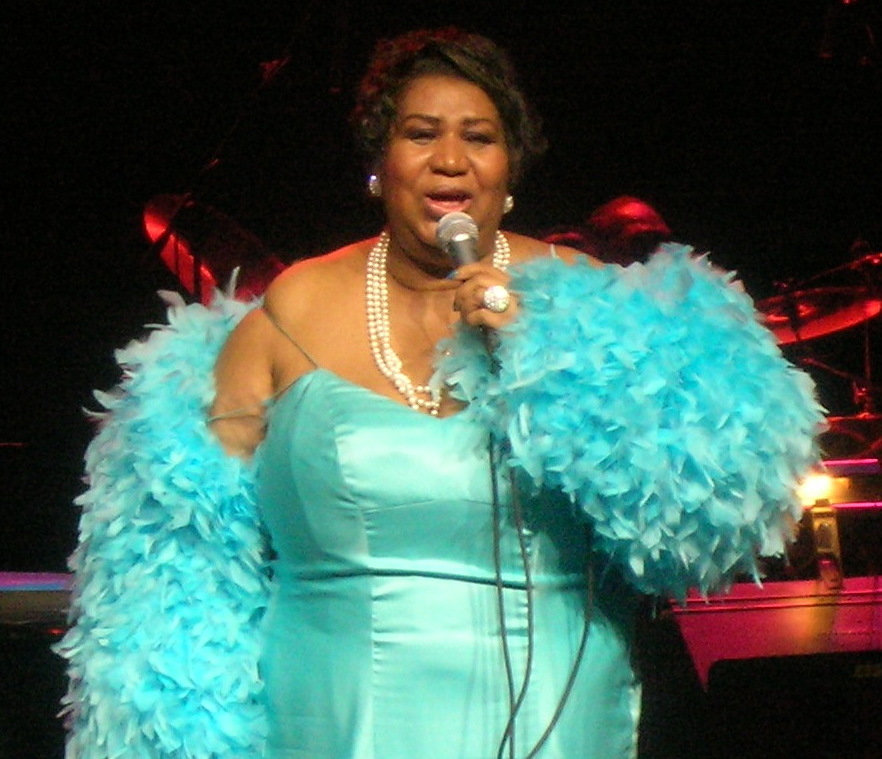
Арета Франклин
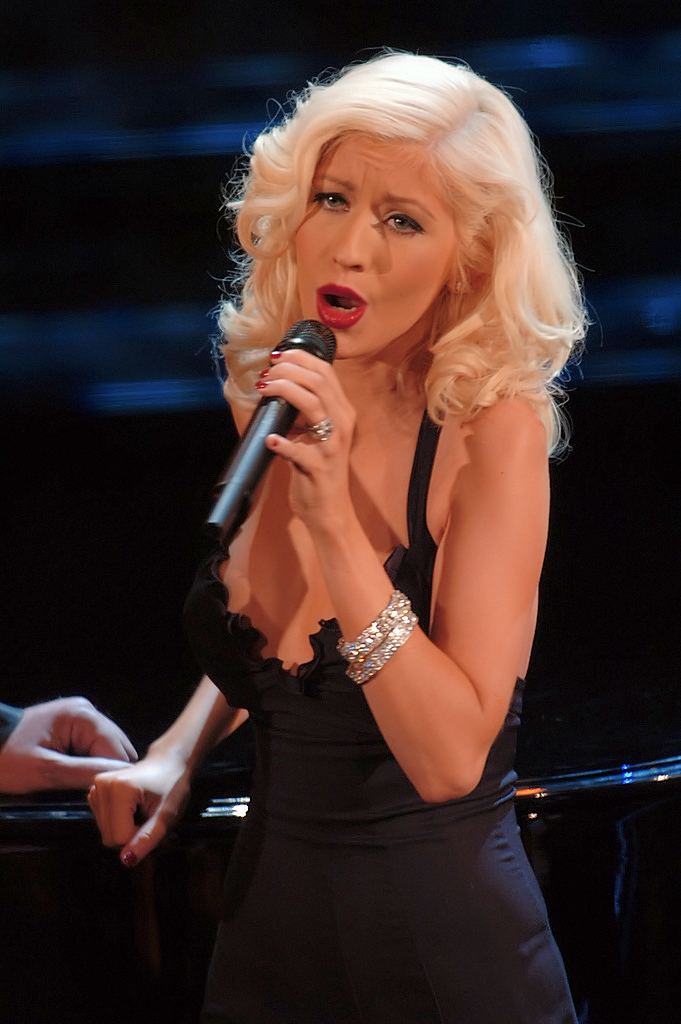
Кристина Агилера
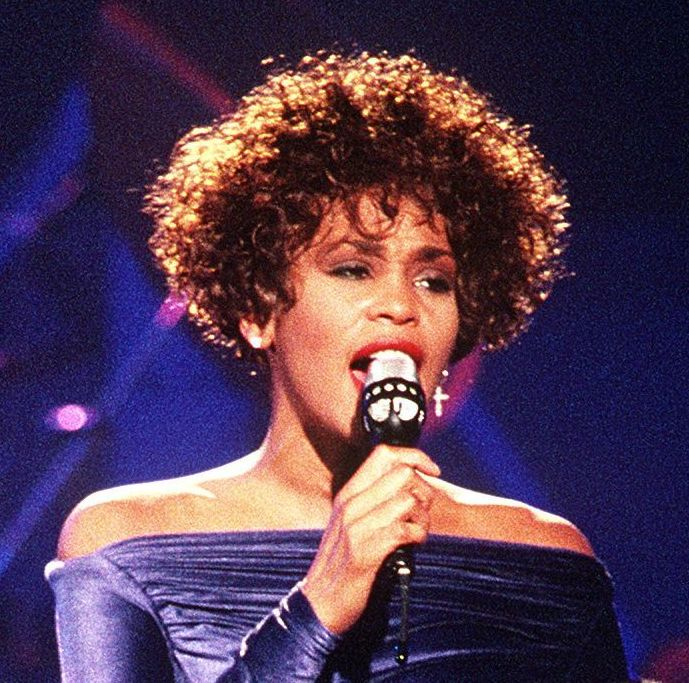
Уитни Хьюстон
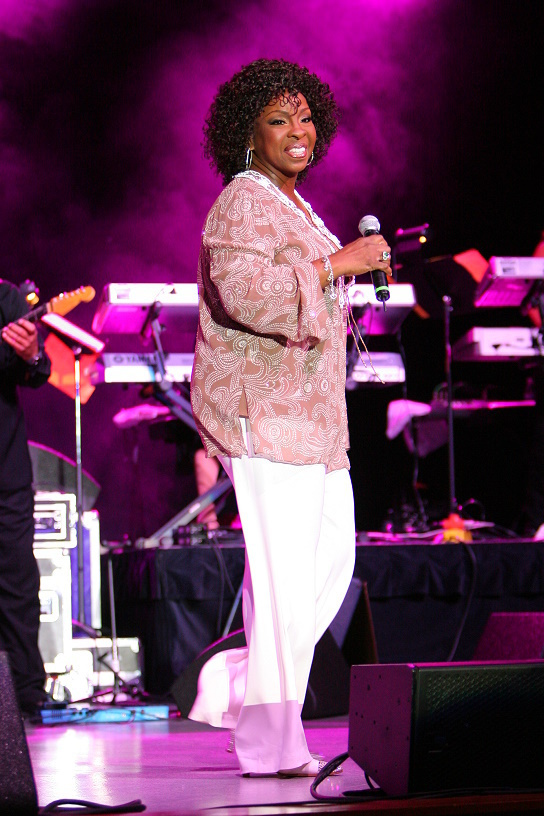
Глэдис Найт
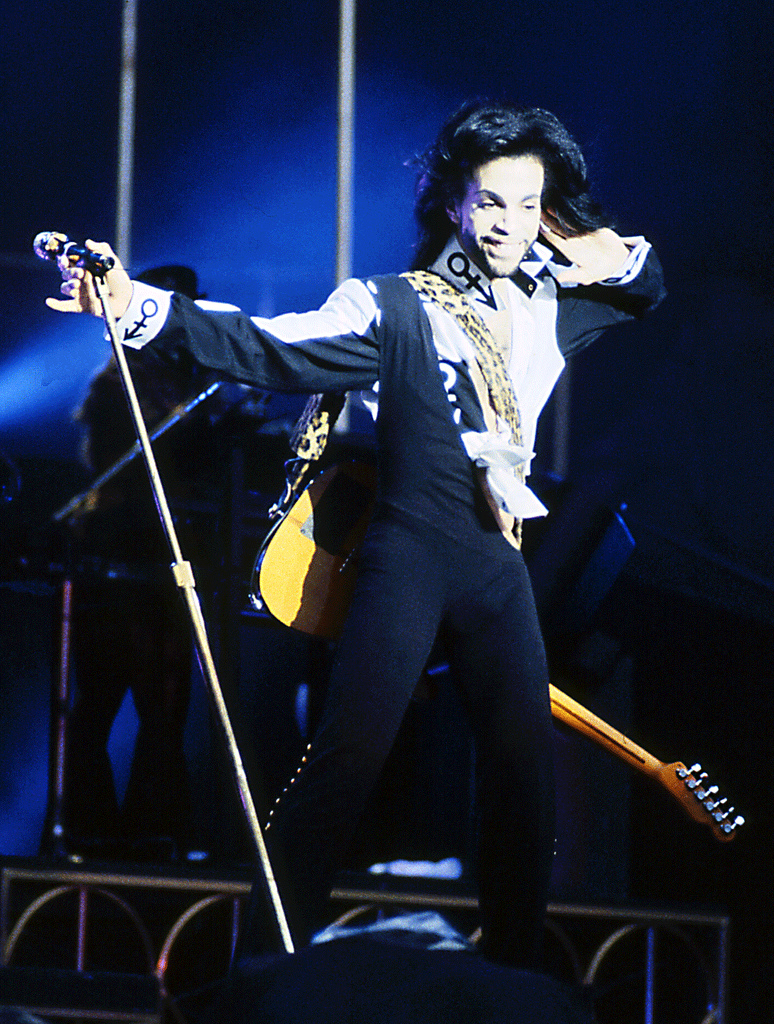
Принс
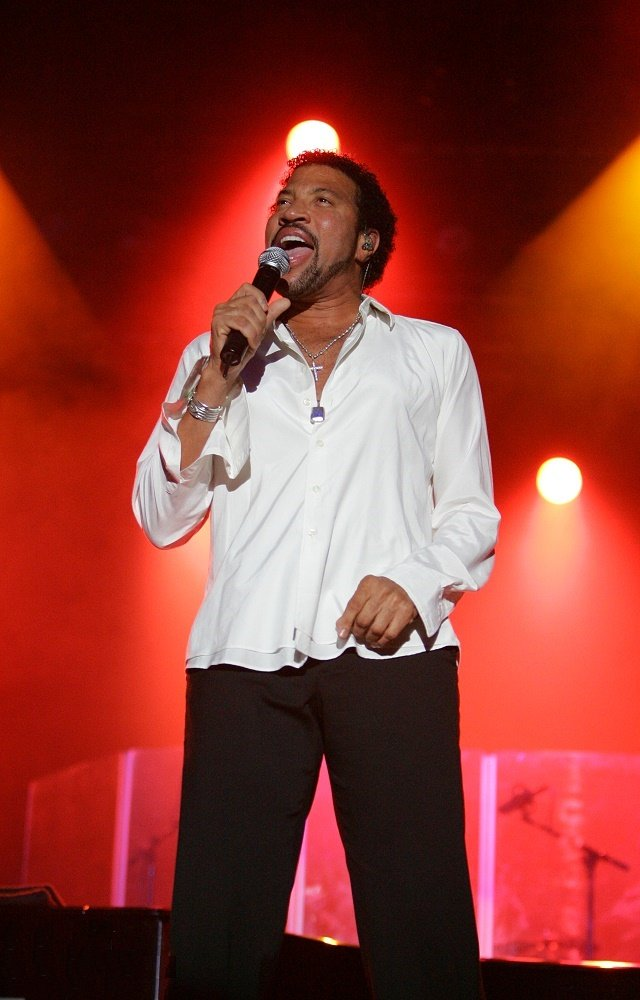
Лайонел Ричи
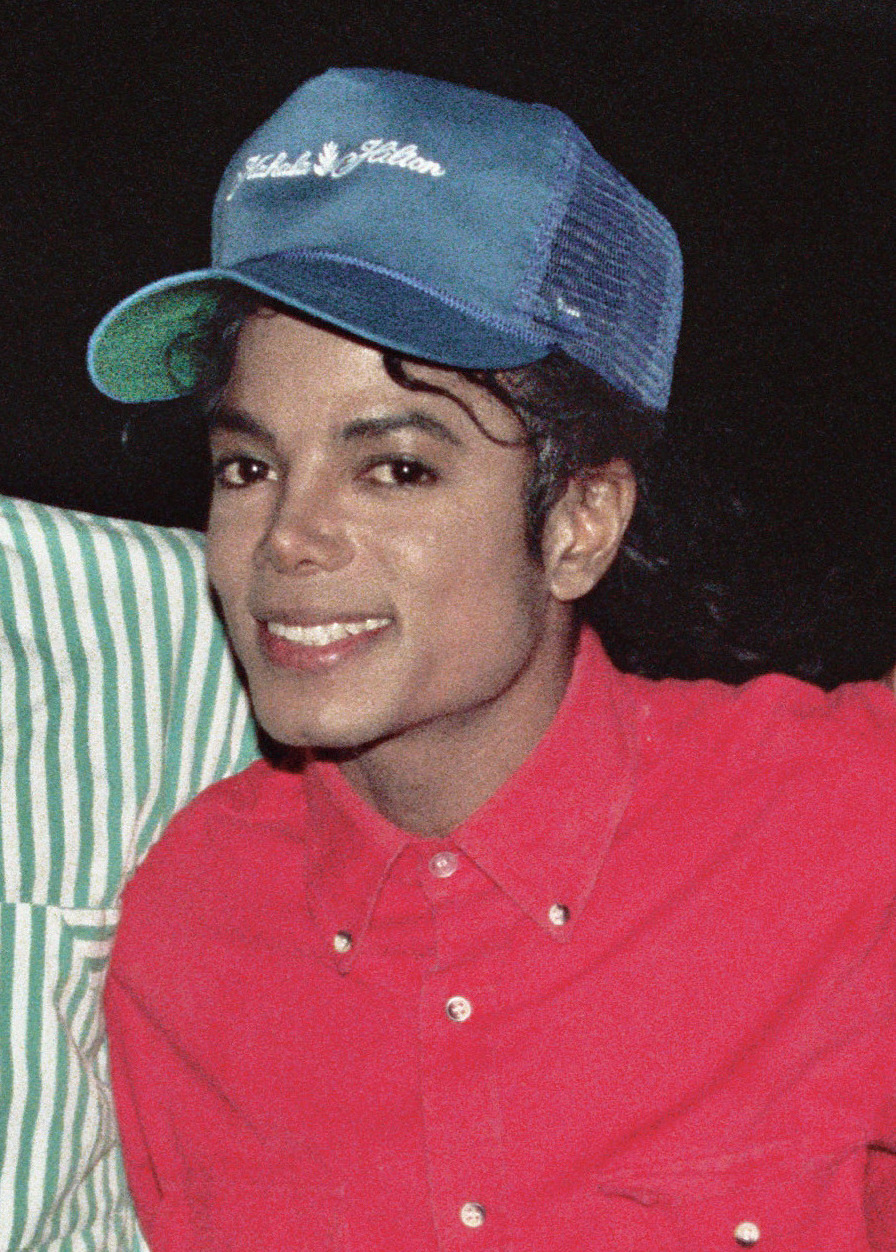
Майкл Джексон
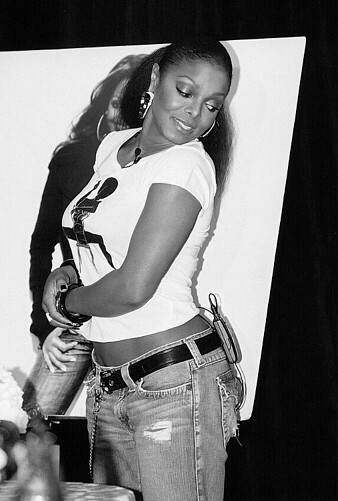
Джанет Джексон
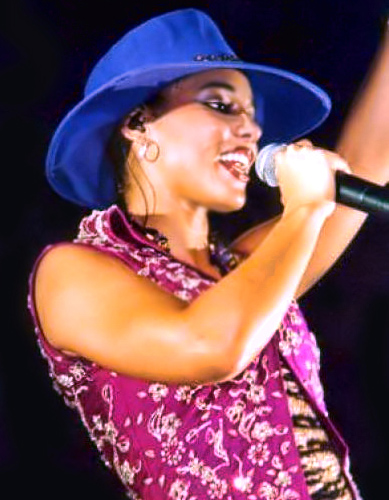
Алиша Киз
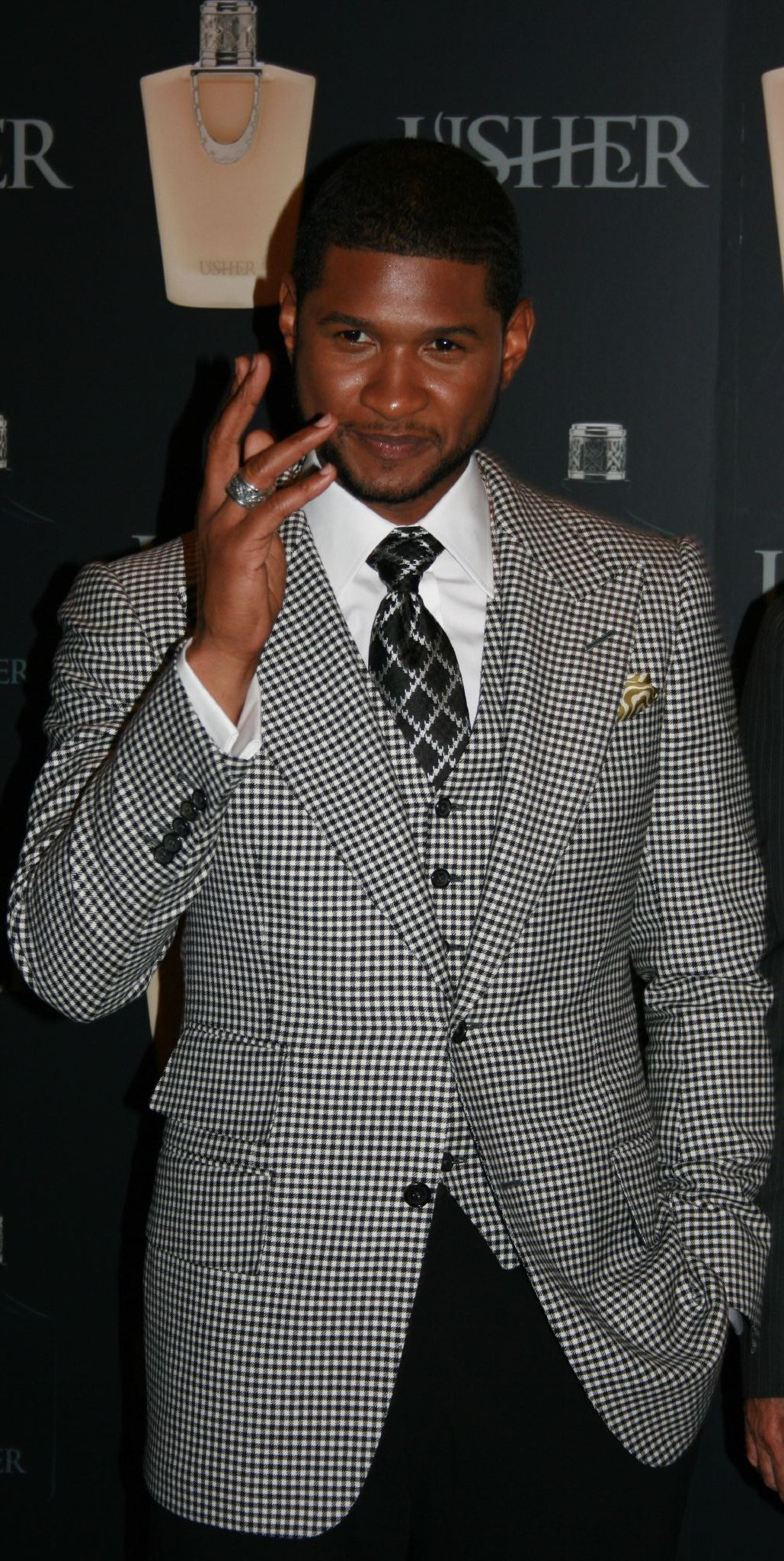
Ашер
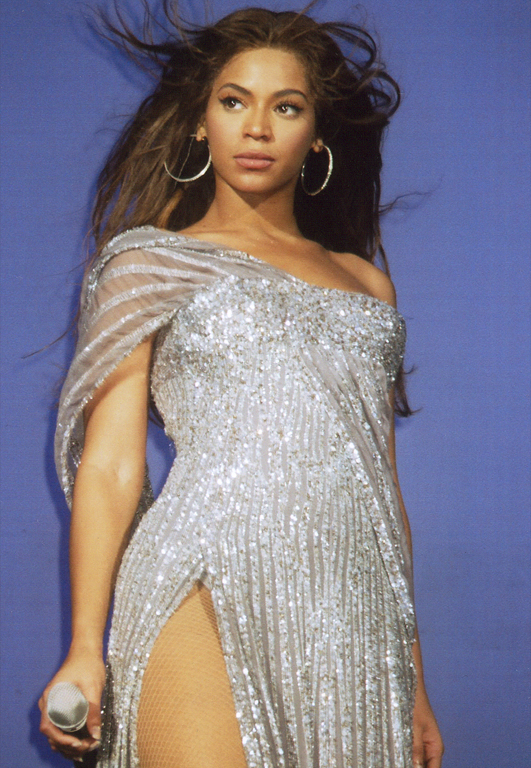
Бейонсе
Адель (певица)

### На английском языке
- Guralnick, Peter (1986). Sweet Soul Music. New York: Harper & Row. By Peter Guralnick Illustrated. 438 pages. ISBN 978-0-8636-9135-5
- Jackson, John A. (2004). A House on Fire: The Rise and Fall of Philadelphia Soul. New York: Oxford University Press, 368 pages. ISBN 0-19-514972-6
- Pruter, Robert (1991). Chicago Soul: Making Black Music Chicago-Style. Urbana, Illinois: University of Illinois Press, 408 pages. ISBN 0-252-01676-9
- Robert, Pruter (1992). Chicago Soul (Music in American Life). University of Illinois Press; Reprint edition. 464 pages. ISBN 978-0-2520-6259-9
- Pruter, Robert, editor (1993). Blackwell Guide to Soul Recordings. Oxford: Basil Blackwell Ltd., 464 pages. ISBN 0-631-18595-X